# Marie-Hélène Schwartz

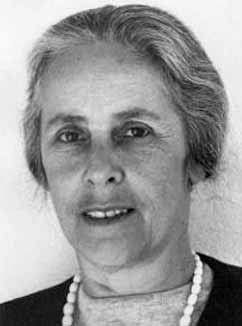
Marie-Hélène Schwartz

Marie-Hélène Schwartz (* 27. Oktober 1913 in Paris; † 5. Januar 2013 ebenda) war eine französische Mathematikerin.

## Leben
Sie war die Tochter des Mathematikers Paul Lévy und studierte (als eine der ersten Frauen) an der École normale supérieure. 1938 heiratete sie ihren Kommilitonen Laurent Schwartz. In den folgenden Jahren war ihre Karriere wegen Tuberkulose und den Schwierigkeiten der Besatzungszeit (sie war Jüdin wie Laurent Schwartz und musste sich verstecken) unterbrochen. Nach dem Krieg promovierte sie bei André Lichnerowicz (Dissertation: Formules apparentées à celles de Gauss-Bonnet et de Nevanlinna-Ahlfors pour certaines applications d’une variété à n dimensions dans une autre), während sie an der Universität Reims lehrte. Ab 1964 lehrte sie als Professorin an der Universität Lille. 1981 wurde sie emeritiert. Sie veröffentlichte mathematische Arbeiten bis in die 1980er Jahre. 1986 gab es eine Konferenz ihr zu Ehren an der Universität Lille. Anlässlich ihres 80. Geburtstags fand ein Symposium mit Vorträgen statt, auf dem sie selbst einen zweistündigen Vortrag über ihre Arbeit hielt.
1956 war sie Gastprofessorin in Bogotá.
Marie-Hélène Schwartz befasste sich mit komplexer Analysis, später mit Differentialgeometrie und Faserräumen, und ist bekannt für Arbeiten über Charakteristische Zahlen singulärer Räume.
Mit Schwartz hatte sie eine Tochter, Claudine Robert, Professorin für Statistik in Grenoble.

## Literatur

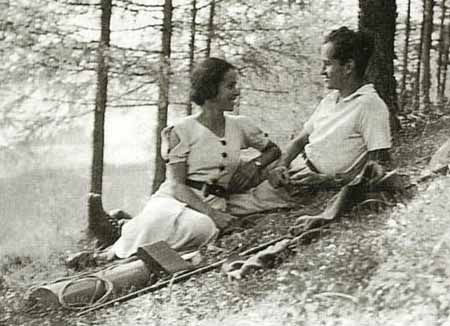
Marie-Hélène und Laurent Schwartz

## Schriften
- Formules apparentées a la formule de Gauss-Bonnet pour certaines applications d'une variété a n dimensions dans une autre, Acta Mathematica, Band 91, 1954, S. 189–244. Project Euclid
- Champs radiaux sur une stratification analytique, Paris: Hermann 1991
- Classes de Chern et ensembles analytiques, Paris: Hermann 2000